# Брадавица мокраћне цеви
Брадавица мокраћне цеви или курункул уретре  је доброћудна (бенигна) лезија завршног дела мокраћне цеви или њеног спољашњег отвора. Најчешће се јавља код жена у постменопаузи. Црвенкастог је изглед и може бити различитих величина. Понекад је слична раку. Ове епидермалне израслина која се налази око спољашњег отвора мокраћне цеви, може крварити и повремено изазвати дизурију и диспареунију. Брадавице могу пратити промене на кожи повезане са сниженим нивоима естрогена, хронична хематурија, и инфекција (уретритис).
Лечење није неопходно осим ако раст брадавица не изазива симптоме.  Тада се могу уклонити операцијом (електричном каутеризацијом а затим корекцијом шавовима). У неким случајевима након операције брадавице се могу поново јавити.
Како  брадавица мокраћне цеви могу личити на друге, озбиљније лезије, неопходна је њихова правилна дијагноза.

## Епидемиологија
Брадавица мокраћне цеви су примарна болест жена које су прошле менопаузу . Мада се могу јавити и код жена у пременопаузи, што није баш уобичајено.
Брадавица мокраћне цеви код мушкараца је изузетно ретка израслина. До данас се у медицинској литератури наводи само један документован случај.

## Етиопатогенеза
Брадавица мокраћне цеви,  често потиче из спољашњег отвора мокраћне цеви (лат. ostium urethrae externum) који се налази се на испупчењу роднице ( лат. carina urethralis vaginae, на предњем полу отвора роднице, око 2 cm иза корена дражице или клиториса. Може се описати као меснати израштај дисталне слузокоже мокраћне цеви. Брадавице су обично мале, али могу нарасти до 1-2 cm у пречнику. 
Честа су појава код старијих жена у постменопаузи, ређе код жена у пременопаузи или перименопаузи. Како је пролапс мокраћне цеви слична појава, требало би имати у виду да је брадавица мокраћне цеви фокалана промена, а пролапс мокраћне цеви циркумферентна промена. 
Први корак у настајању брадавице мокраћне цеви је атрофија слузокоже изазвана недостатком естрогена као јединим познатим фактором ризика за развој ових брадавице. Зато особе са ниским нивоом естрогена имају веће шансе да развију ово стање. Хроночна иритација којој је мукоза мокраћне цеви изложена, додатно доприноси њиховом расту, крварењу и некрози лезије.
Естроген одржава кожу у подручју гениталија меком и флексибилном. Међутим када ниво естрогена падне, јавља се склоност ка сувој, танкој кожи која се лако цепа. Зато се сматра да се брадавице мокраћне цеви најчешће јављају код особа који су већ прошле кроз менопаузу. 
Фактори ризика
Фактори ризика су дисфункција карличног дна и микција са субвезикалном дисфункцијом. 

## Клиничка слика
Брадавица мокраћне цеви обично је асимптоматска промена која се случајно открива током карличног испитивања. Међутим, некад могу бити болне или су удружене са осећајем печења приликом мокрења. Многе се манифестују и дискретним крварење на доњем рубљу.  

## Дијагноза
За дијагнозу је довољан физикални преглед. Пажљивом инспекцијом уочава се светлоцрвени израштај, који личи на малину. Катетеризација мокраћне цеви пружа бољи увид у место одакле полази израштај и колико угрожава пролазност мокраћног пута. 
Код жена у менопаузи, кроз лако отворен меатус мокраћне цеви незнатно може проминирати мукоза, као последица атрофије гениталних органа и делова мокраћне цеви у стрости и често не захева никакво лечење. 

## Диференцијална дијагноза
Диференцијално дијагностички требало би имати у виду:
- плаво-љубичасти пролапс мукозе мокраћне цеви,
- дивертикулум мокраћне цеви,
- абсцес периуретралне жлезде,
- прави полип меатуса мокраћне цеви .
- лимфом мокраћне цеви,
- меланом мокраћне цеви,
- карцином прелазних ћелија
- карцином сквамозних ћелија .

## Терапија
Конзервативна
Конзервативна терапија (креме естрогена, антиинфламаторни лекови, топле купке) адекватна је за већину пацијената.
Хируршка
Хирушка терапија је резервисана за пацијенте са већим лезијама, односно код оних код којих конзервативно лечење не даје задовољавајући одговор као и за оне са неизвесном дијагнозом.